# Camponotus clerodendri
Camponotus clerodendri är en myrart som beskrevs av Carlo Emery 1887. Camponotus clerodendri ingår i släktet hästmyror, och familjen myror. Inga underarter finns listade.